# Présidence belge du Conseil de l'Union européenne en 1993
La présidence belge du Conseil de l'Union européenne en 1993 désigne la dixième présidence du Conseil de l'Union européenne effectuée par la Belgique depuis la création de l'Union européenne en 1958.
Elle fait suite à la présidence danoise de 1993 et précède celle de la présidence grecque du Conseil de l'Union européenne à partir du 1er janvier 1994.

## Compléments